# Ivo Křen
Ivo Křen (6. února 1964 Pardubice – 9. května 2020 Pardubice) byl český grafik a kurátor.

## Život
Po absolvování gymnázia v Pardubicích (1979 – 82) Ivo Křen v letech 1983-1988 vystudoval Pedagogickou fakultu v Hradci Králové – obor výtvarná výchova, český jazyk u prof. Bořivoje Borovského. Krátce působil jako pedagog a poté pracoval ve Východočeské galerii a od roku 1989 ve Východočeském muzeu v Pardubicích.
Byl členem Sdružení českých umělců grafiků Hollar, umělecké skupiny Rubikon a Akademie designu České republiky. Za používání originálních grafických postupů získal v letech 2004, 2007, 2010, 2012 a 2013 významná ocenění na prestižních výstavách Grafika roku v Praze.
Patřil k předním grafikům střední generace SČUG Hollar a byl opakovaně oceněn za mistrovské zvládnutí techniky vícebarevného linorytu (2000, 2003, 2004, 2013). Samostatně vystavoval od roku 1991. Grafická díla představil rovněž na mnoha společných výstavách po celém světě.
Jako autor stálé expozice České sklo 20. století a kurátor uměleckoprůmyslových sbírek Východočeského muzea v Pardubicích (1992), vedl rozsáhlou a oceňovanou sbírku ateliérového skla. Působil jako výtvarný teoretik uměleckého skla. Byl zakládajícím členem skupiny Rubikon (1998), sdružující významné české skláře, kurátorem jejich výstav i autorem textů. Se skupinou Rubikon představil své práce v tuzemsku a v mnoha zahraničních výstavních síních Německa, Rakouska, Islandu, Francie, Belgie a Itálie.
Žil a tvořil v Pardubicích. Zemřel po krátké nemoci 9. května 2020 ve věku 56 let.

## Dílo
Ivo Křen se v grafické tvorbě specializoval na techniku linorytu, kterou od roku 2008 někdy kombinuje s monotypovým podkladem. Jeho prvními linoryty (1988) byly černobílé ilustrace k básnické skladbě Vladimíra Holana Noc s Hamletem, kde ve figurálních kompozicích využil syrové neuhlazenosti, šrafování, dramatičností kontrastu černé a bílé linie a mohutných temných ploch.
Brzy však začal zkoumat technické možnosti této grafické techniky – od iluze objemovosti rytými liniemi a strukturami, přes tvary plošné a monochromní, až po možnost vytvářet tiskem pastózní škvárovité nánosy s podpovrchovými průsvity barev, které vystupují z plochy jako postřehnutelný reliéfní prvek. Osvojil si techniku vícebarevného linorytu, kde je barva nositelem významu a součástí vyjádření všech smyslových vjemů i citových vazeb. Linoryt mu umožňuje rozmáchlé barevné gesto i střídání ploch s drobnopisnými detaily struktur, monumentalitu prolínat s křehkostí. Jeho díla vznikla postupným rytím do jediné tiskové matrice. Tiskl ručně hladítkem a postupně dospěl až k soutiskům 35 barev. Barevné odstíny si míchal sám a ke svým linorytům přidával tzv. rodokmeny, záznamy přibývajících barev.
Zdlouhavý postup rytí na velkém formátu matrice umožňuje kontemplativní přístup k práci a kontinuální proměnu původního motivu v tvůrčím procesu i zkoumání nových technických možností výrazu.
Počátkem 90. let se s přechodem k vícebarevným tiskům jeho zájem postupně přesunul od figurální tvorby k přírodním kompozicím skal, zdí a labyrintů nebo detailům interiérů, kde zkoušel možnosti zobrazení perspektivy a obrazové hloubky nebo účinku světel a stínů. Kompozice jsou velkoryse pojaté, oproštěny od detailů, se zřetelným emočním nábojem.
Druhou polovinu 90. let charakterizuje malířský přístup ke skutečnosti, plošná výrazná barevnost i jemné detaily, kombinace mnoha valérů jediné barvy ve výsledném soutisku a přechod k abstrahovaným tvarům.
Inspirace krajinou je přítomná ve většině grafických listů od konce 90. let – některé abstraktní krajiny (někdy jako rozměrný diptych) jsou interpretací velkých ploch řepkových polí nebo vlčích máků, pro jiné se předobrazem staly sluncem prozářené vrchy Toskánska nebo dramatická sopečná krajina Islandu.

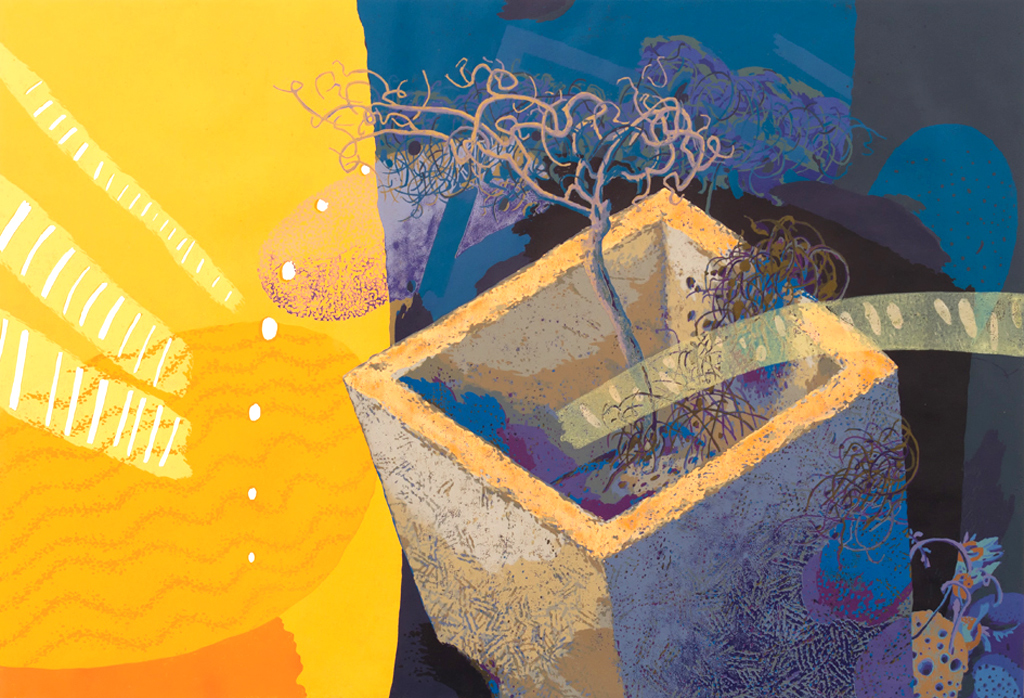
Ivo Křen, Utajená zahrada, 1998
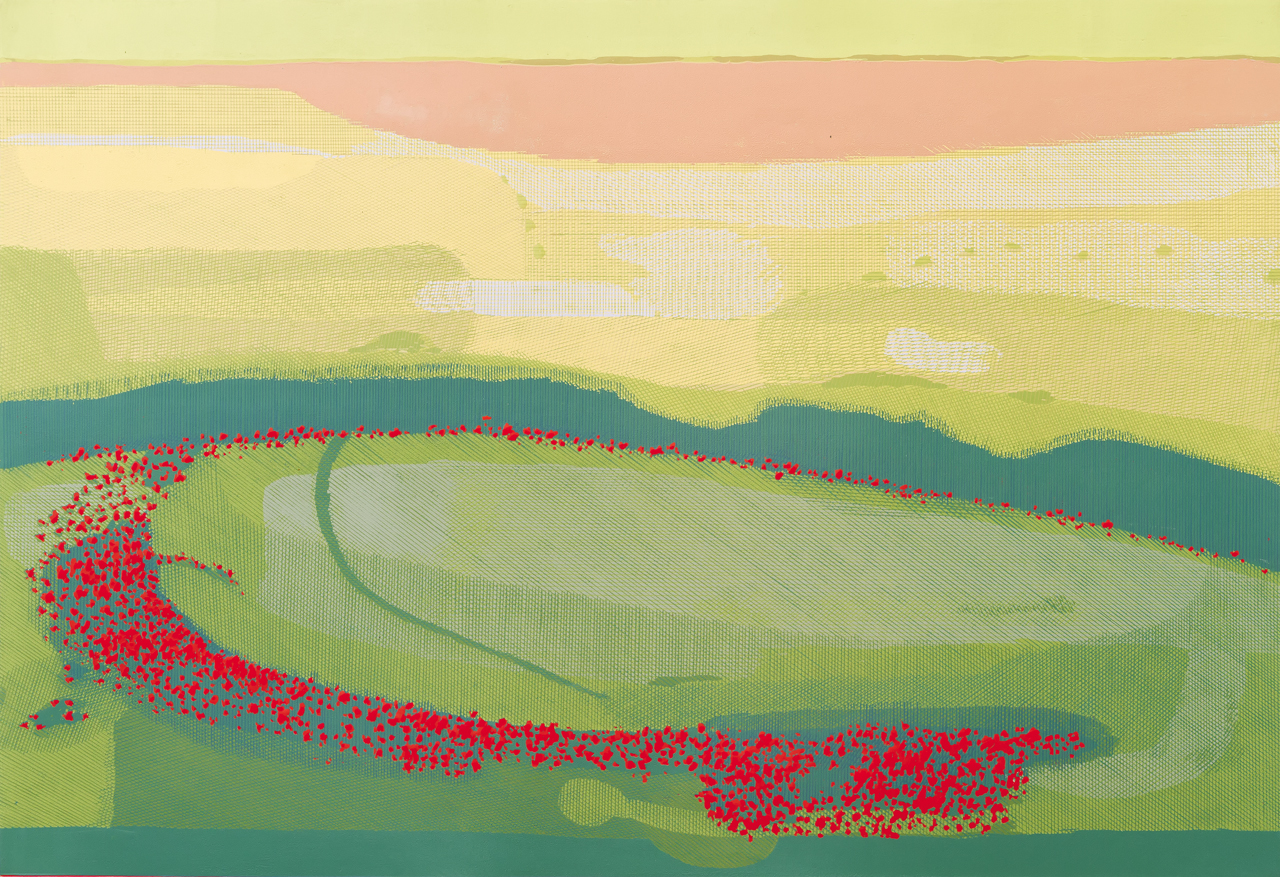
Ivo Křen, Vlčí máky II, 2010
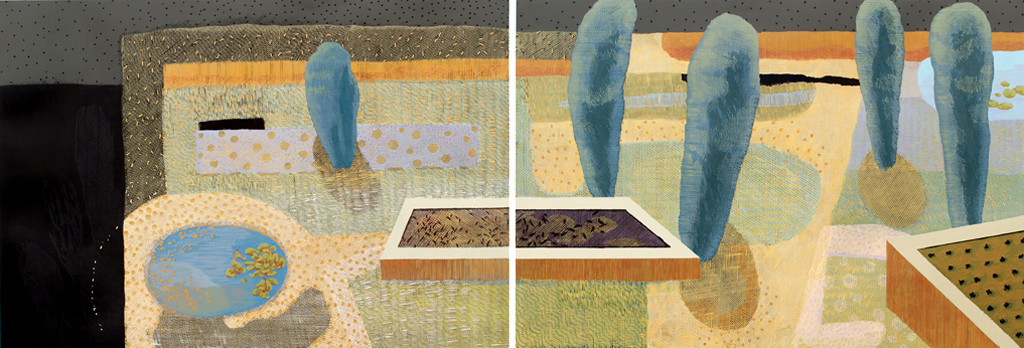
Ivo Křen, diptych Na konci zahrady 1,2, 2011
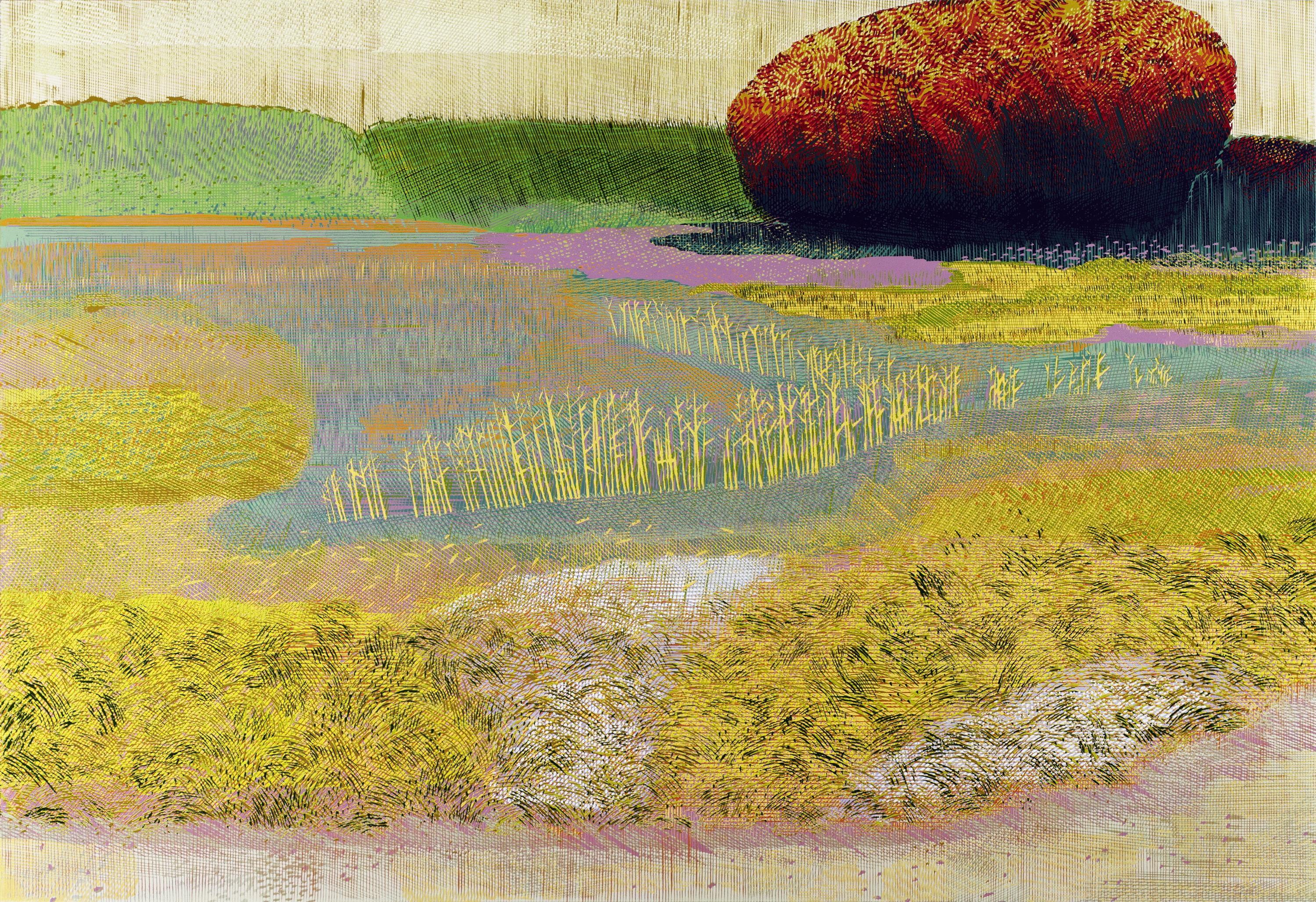
Ivo Křen,Škumpa a rákos, linoryt 65 x 95 cm, soutisk 28 barev, 2012
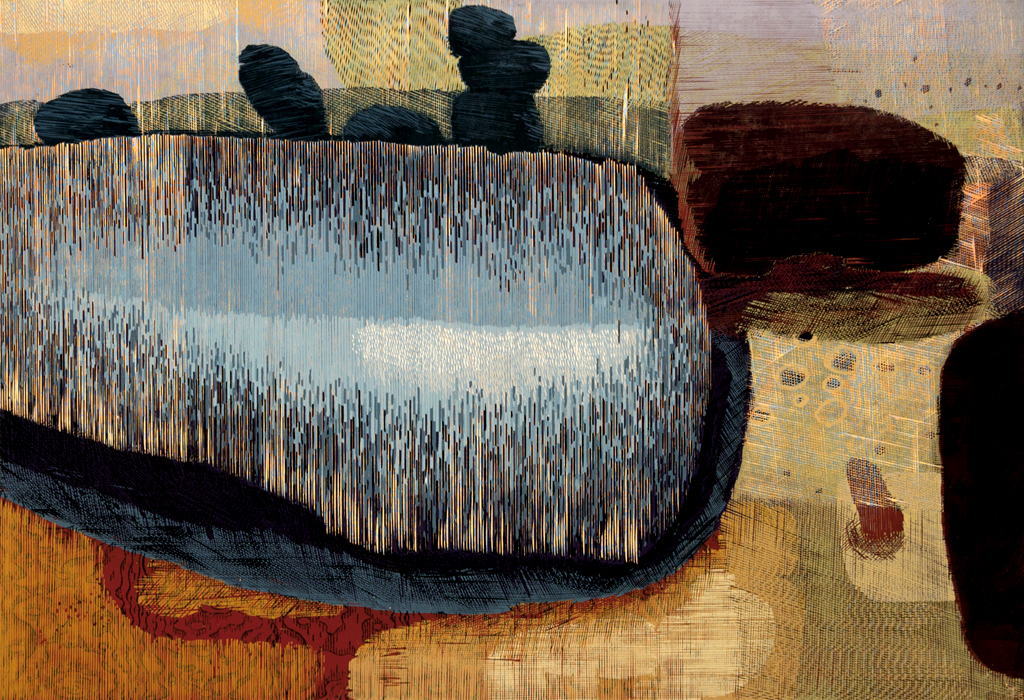
Ivo Křen, Nebezpečné jezero Island, 2013

Častým motivem jsou intimní zákoutí zahrad, v přeneseném smyslu zákoutí duše, tajemství nepoznaného a vyjádření subjektivního hledání rovnováhy a řádu. Některé grafiky zobrazují biomorfní tvary podobné buněčným tkáním a exotickým rostlinám nebo podivné laboratorní přístroje.
Linoryty z poslední doby charakterizuje snová realita a tlumená barevnost pastelových tónů vznikající postupným soutiskem, jemná práce s rydlem, časté využití geometrických rastrů nebo bodové osnovy. Šrafování při znázornění stínů nebo barevných valérů se blíží grafickým technikám v kovové matrici.

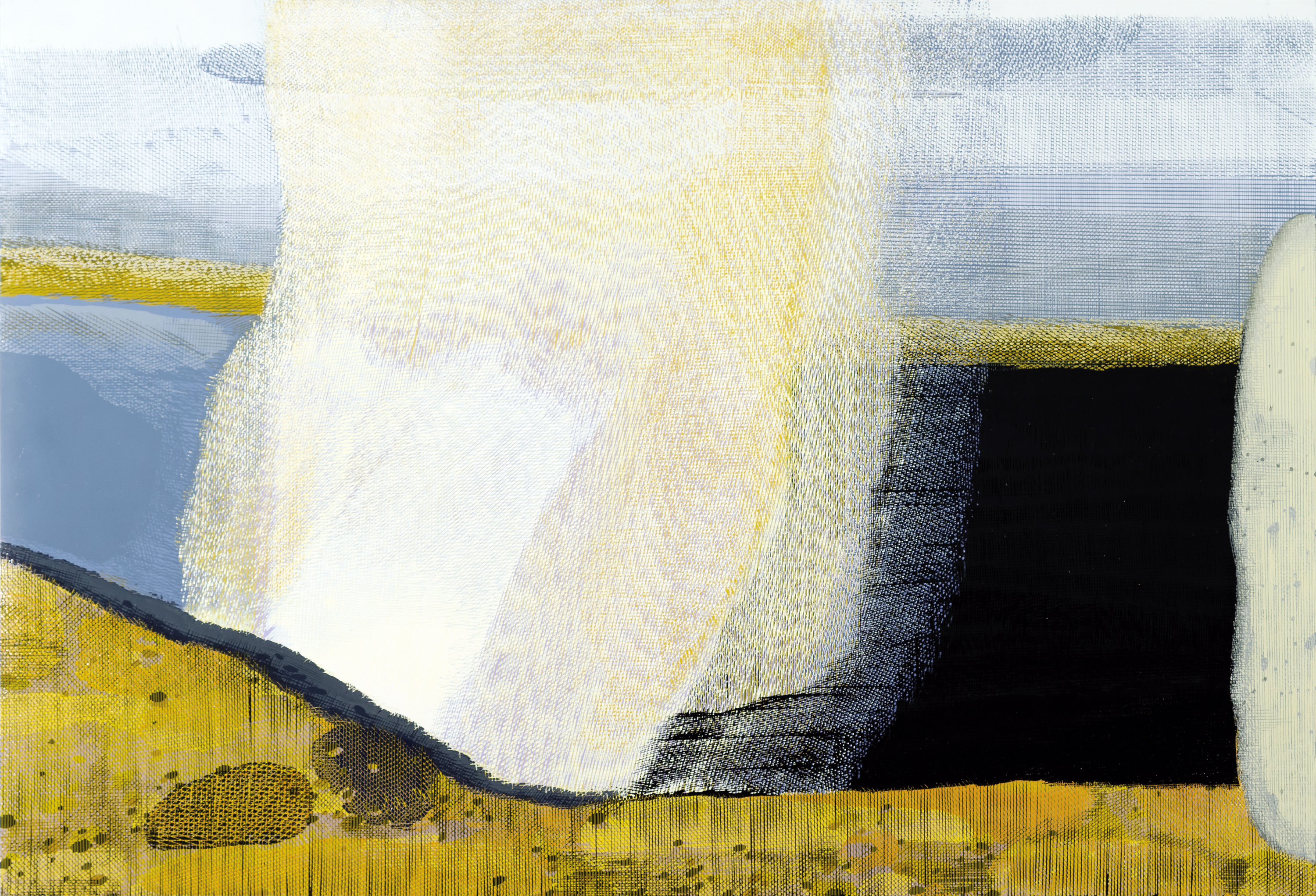
Ivo Křen, Nad vodopádem - Island, linoryt 65 x 95 cm, soutisk 23 barev, 2014
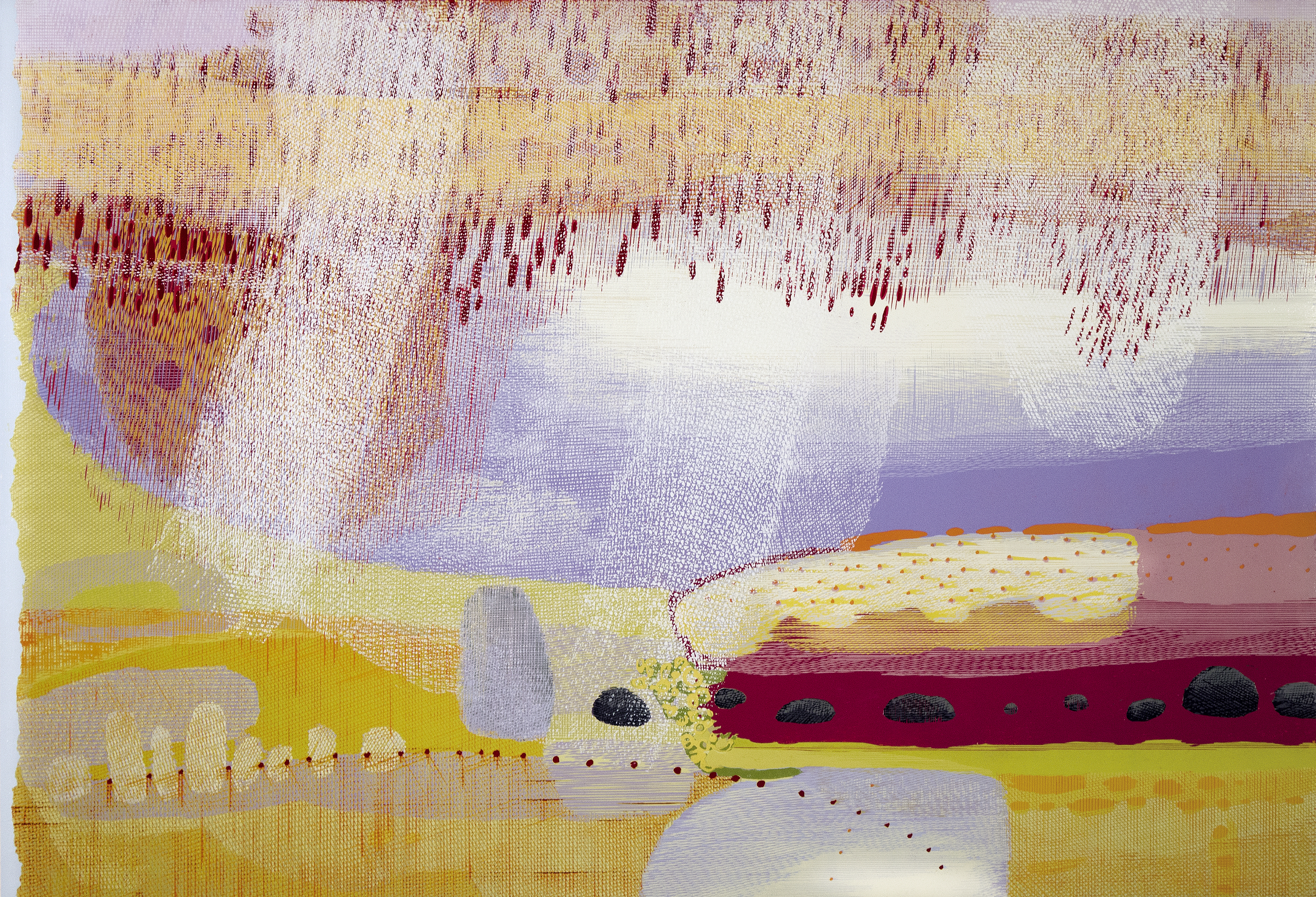
Ivo Křen, Letní déšť, linoryt 65 x 95 cm, soutisk 27 barev, 2014
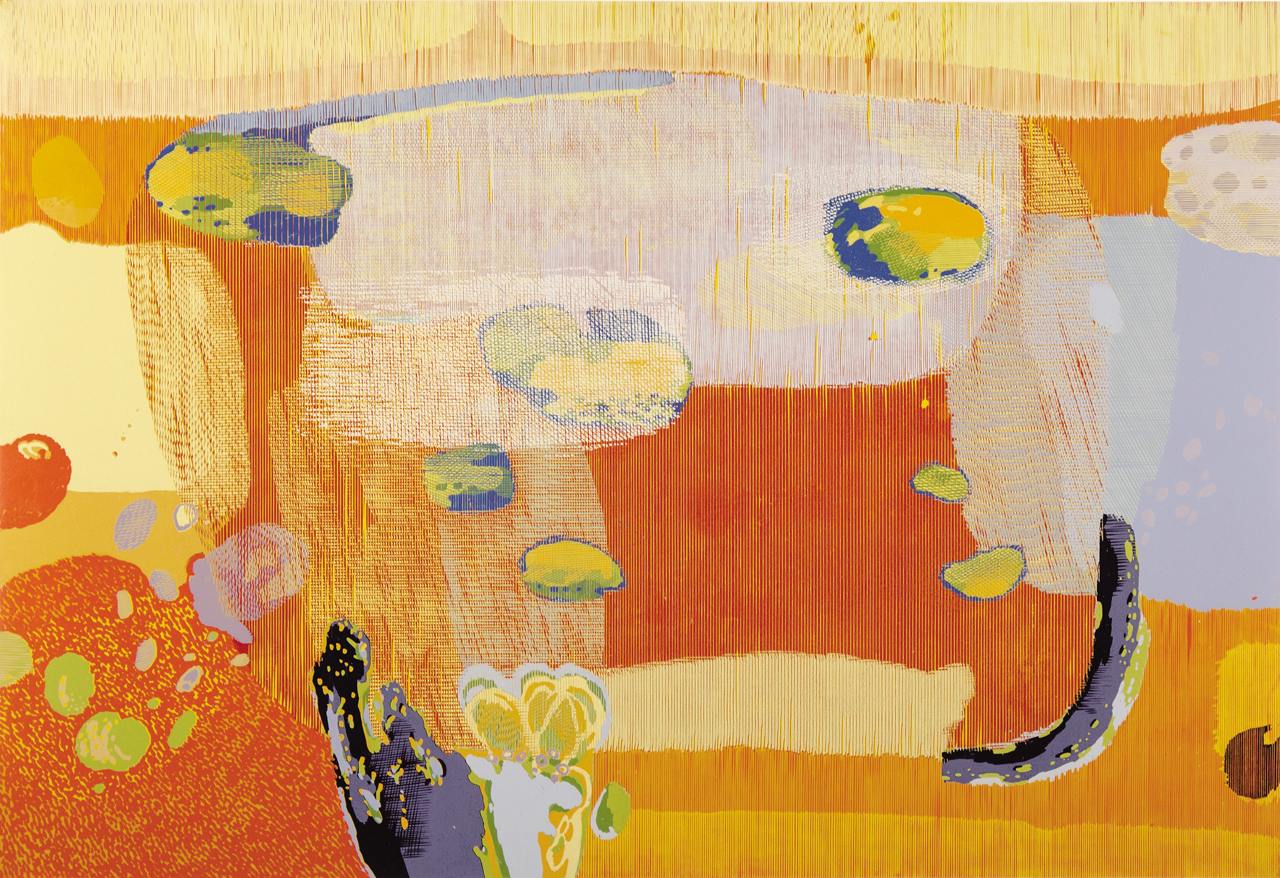
Ivo Křen, Krajina v poledním žáru, 2016
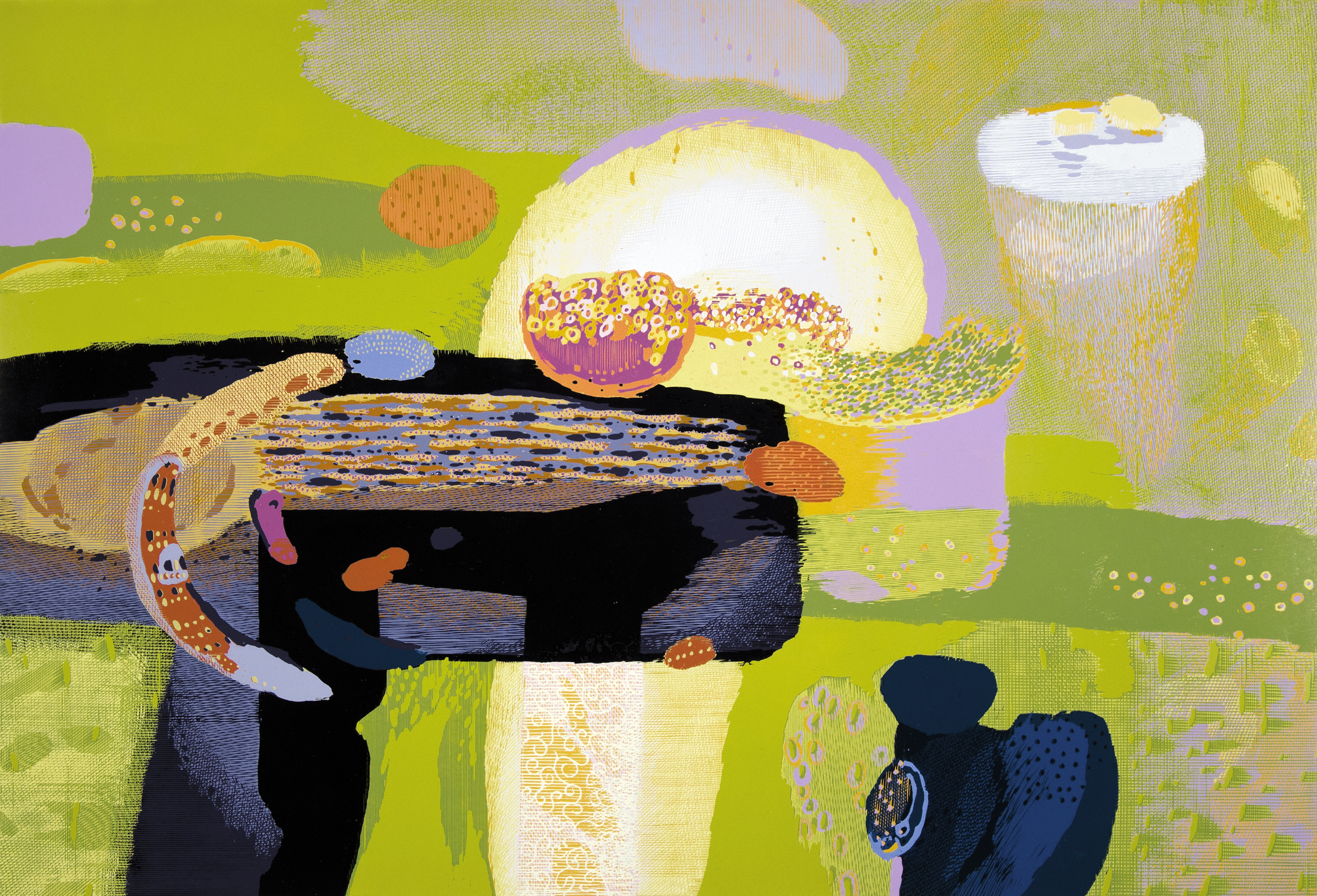
Ivo Křen, Léto plné vůní, linoryt 65 x 95 cm, soutisk 24 barev, 2017
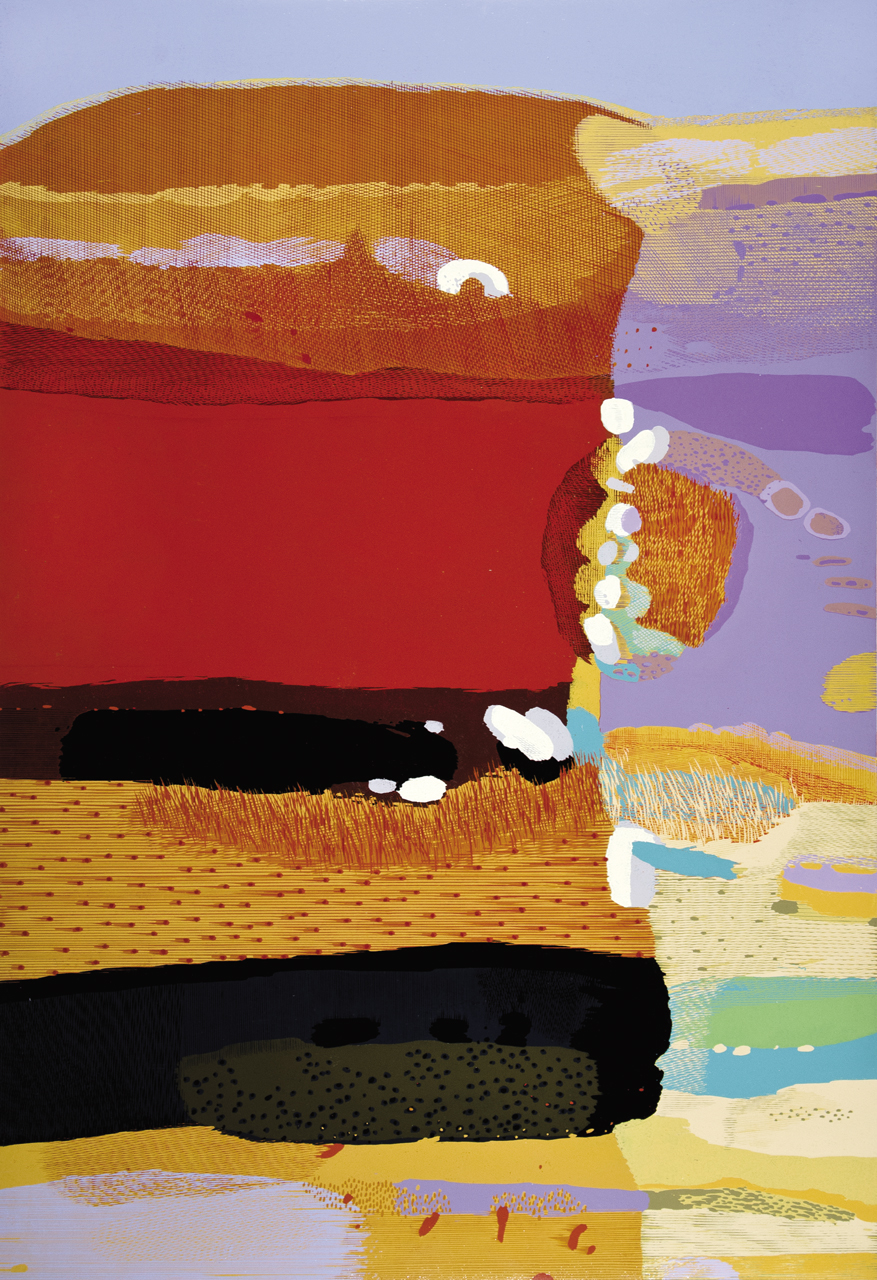
Ivo Křen, Červená tráva, 2017

Jako grafik se Ivo Křen zabýval tvorbou plakátů a typografickým zpracováním knižních publikací skupiny Rubikon a některými drobnými příležitostnými tisky. Na základě osobních zážitků z pozorování skupinky turistů, jak zachycují sami sebe pod vrcholkem Grossglockneru, vytvořil odlehčenou sérii pěti grafických listů, do kterých dotiskl rodinku cestujících Mickey Mousů.

#### Citát autora
„Stojí mi za to být udiven a nechat se okouzlovat maličkostmi. Hledat, pozorovat, překvapovat a bavit sám sebe. Užívat si toho, že mnohé věci, dříve zcela přehlížené v překotné honbě za stále novým a zvláštním, stále zůstaly připravené být objeveny.“

### Ocenění
- 2000 Festival komorní grafiky (6. ročník), Cena hlavního sponzora – České pojišťovny, Galerie Hollar, Praha
- 2004 Grafika roku 2003, Speciální cena společnosti Forbo linoleum, B.V. za linoryt, Praha
- 2007 Grafika roku 2006, Čestné uznání v kategorii speciálních cen za grafické techniky, Praha
- 2010 Grafika roku 2009, Praha, Čestné uznání v hlavní kategorii
- 2012 Grafika roku 2011, Praha, Cena hlav. partnera Metrostav a.s. za techniku tisku z výšky[7], Čestné uznání v kategorii A
- 2013 Grafika roku 2012, Praha, Cena v kategorii B, malé formáty, Cena návštěvníků
- 2013 19. festival komorní grafiky, Galerie Hollar, Praha, Cena SČUG Hollar
- 2014  Grafika roku 2013, Praha, Čestné uznání v kategorii B, Čestné uznání za tisk z výšky
- 2015  Grafika roku 2014, Nominace v hlavní kategorii, Nominace v kategorii tisku z výšky
- 2017  Grafika roku 2016, Nominace v kategorii tisku z výšky[10]
- 2021 Ivo Křen byl in memoriam nominován za celoživotní přínos v oblasti umění a k rozvoji uměleckých sbírek Východočeského muzea v Pardubicích[11][12]

### Zastoupení ve sbírkách
- Ministerstvo zahraničních věcí České republiky, Praha
- Galerie Klatovy – Klenová
- Oblastní galerie Liberec
- Galerie umění Karlovy Vary
- Východočeská galerie v Pardubicích
- Forbo linoleum BV, Praha
- Městské muzeum a galerie Polička
- Městská knihovna v Praze
- Kabinet Ex libris, Chrudim
- State Museum, Majdanek. POL
- Cremona Civic Museum – Prints Cabinet, Cremona, ITA
- Museum Narodowe, Warszawa, POL
- Museum Narodowe, Krakow, POL
- Stadt Weiden, Regionalbibliothek, Weiden, D
- Schio Municipal Collection, Schio, ITA

### Výstavy

#### Autorské
- 1991 Státní zámek, Chotěboř
- 1994 Východočeská galerie v Pardubicích
- 1995 Galerie Dům u Jonáše, (s D. Vachtovou), Pardubice
- 1996 Galerie V+V, Pardubice
- 1999 Východočeská galerie v Pardubicích
- 2001 Internetová autorská výstava, Galerie Artfórum, Praha
- 2002 Městské muzeum a galerie v Poličce
- 2002 ČSOB, Praha (s B. Eliášem st.)
- 2004 Galerie Hollar, Praha
- 2005 Den hédonismu, Galerie Pokorná, Praha
- 2008 O myších v lidech a jiné…, Galerie Pokorná, Praha (s J. Rybákam)
- 2011 Ivo Křen – Carpe Diem, Oblastní galerie Liberec
- 2012 Carpe Diem, linoryty 1992– 2012, Letohrádek Ostrov
- 2014 Vstupovat do krajiny, Galerie Hollar, Praha
- 2016 Galerie pod radnicí, Ústí nad Orlicí, Galerie Univerzita Pardubice
- 2017 Divadlo Horní Počernice
- 2019 Pavel Piekar a Ivo Křen / Krajiny viděné a vysněné / linoryty, Prácheňské muzeum, Písek
- 2022 Ivo Křen: Jiné světy, Dům u Jonáše, Východočeská galerie v Pardubicích
- 2024 Ivo Křen, Na šedesát způsobů, Art Space NOV, Pardubice

#### Výstavy se skupinou Rubikon
- 2000 Galerie Prager Kabinett, Salzburg, A
- 2001 Reykjavík Art Museum, Reykjavík, Island, „The Journey to the Centre of the Earth
- 2002 Drammen’s Theater og Kulturhus, Drammen, (v rámci Dnů české kultury, pod osobní záštitou Dagmar Havlové, manželky prezidenta ČR)
- 2002 Neues Rathaus, Weiden, (v rámci Bayerisch – Böhmische Kulturtage, výstava pod záštitou Bavorské zemské vlády)
- 2002 Výstavní síň MÁNES, Praha, CZE, „Cesta do středu Země“
- 2003 The Mission of the Czech Republic to the European Communities, „Czech Artists to the enlarged Europe“, Brussels (výstava pod záštitou Václava Havla, bývalého prezidenta ČR a Güntera Verheugena, člena Evropské komise)
- 2003 La Crypte de l´Eglise Sainte-Eugénie, „Verrerie tchéque – le groupe RUBIKON“, Biarritz (Výstava pod osobní záštitou Didiera Borotry, senátora a starosty města Biarritz)
- 2003 Kunstverein „Talstrasse“ e. V., „Gruppe RUBIKON – Studio-Glas, Malerei, Graphik“, Halle (výstava pod záštitou ministra kultury spolkové země Sasko - Anhaltsko, Prof. Dr. Jana - Hendrika Olbertze)
- 2004 Galerie Václava Špály, Praha
- 2005 Museo di Arte Sacra S. Giusto, Suvereto
- 2005 Galerie S.V.U. Mánes – Diamant, Praha, CZE
- 2008 Zámek Bezdružice, Když dva dělají totéž, není to totéž, Bezdružice, Krajská galerie výtvarného umění, Zlín
- 2009 Galerie SVU Mánes - Diamant, Figura, Praha, Zámek Bezdružice, Krajina s Rubikonem, Bezdružice, Galerie Aspekt, Brno
- 2011 Neues Rathaus, Weiden (v rámci Bayerisch – Böhmische Kulturtage  výstava pod záštitou Bavorské zemské vlády)
- 2012 Glasgalerie Eliška Stölting, Hittfeld
- 2013 Kunstverein „Talstrasse“, Halle
- 2015 Glasmuseum Frauenau, Frauenau
- 2016 Glasgalerie Stölting, Hamburg

#### Kolektivní (výběr)
- 1987 Trienále 15/30, Brno
- 1988 Bienále kresby a grafiky, Most
- 1989 Bienále kresby a grafiky, Dům U zlatého melounu, Praha, Tours
- 1989 Trienále Ex libris, Chrudim
- 1990 Bienále kresby a grafiky, Most
- 1992 Východočeský výtvarný salon, Městské muzeum a galerie Polička
- 1992 Trienále Ex libris, Chrudim
- 1996 Východočeská galerie v Pardubicích
- 1996 Hosté Hollaru, Galerie Hollar, Praha
- 1996 Bienále grafiky, Galerie výtvarného umění v Ostravě
- 1997 International Print Triennial – Cracow 97, Krakow, Galerie Krause, Zürich, Galerie dům U Jonáše, Pardubice
- 1997 Mini Triennial – Continents, Art Gallery BWA, Jelenia Góra, POL
- 1998 Graphic Constellation, Graz
- 1998/9 Triennial 100 Cities, Nürnberg, Legionowo, Rabka, Rio de Janeiro
- 1999 Labyrint – vize a interpretace, věčného mýtu, 2. International Print Triennial, Strahovský klášter, Praha, City museum, Ottawa, Johannesburg
- 1999 Hosté Hollaru, Galerie Hollar, Praha, Il Labirinto, Ancona, Napoli
- 2000 Contemporary Czech Printmaking, Vilnius
- 2000 Galerie Prager Kabinett, Salzburg, AUT
- 2000 3nd International Graphic Triennial, Bitola, MKD
- 2001 2nd International Small Engraving Exhibition, Cremona
- 2002 Česká grafika – půlstoletí proměn moderní grafické tvorby, Galerie Mánes, Praha
- 2003 Hollar – Současná česká grafika, Jihočeské muzeum v Českých Budějovicích
- 2003/4 Grafické techniky 1., Galerie Hollar, Praha, Templ, Mladá Boleslav
- 2004 Miniprint Triennial 2004, Lahti Art Museum
- 2004 Lino: technika 20. století v digitálním věku IV. mezinárodní trienále grafiky, Praha
- 2005 St´Art 2005, Contemporary Art Fair (Galerie Pokorná), Strassbourg
- 2006 Umělecký festival Art Black 06, Galerie Sýpka, Pardubice
- 2007 Cesty grafiky, Galerie Millenium, Praha, Grafické desetiletí – nová jména v Hollaru 1997–2007, Galerie Hollar, Praha, Transfery, V. mezinárodní trienále grafiky, Praha
- 2009 12 z Poličky, Městské muzeum a galerie Polička
- 2011 Krajiny vnitřní a vnější, Galerie Millenium, Praha
- 2012 Současný český linoryt (Cihlář, Kovářík, Piekar, Křen, Vičar), Východočeská galerie v Pardubicích
- 2013 Nová tvorba, Galerie Hollar, Praha
- 2014 Jubilanti Hollaru 2014, Galerie Hollar, Praha
- 2014 Skláři Mánesa a host,  Galerie SVU Mánes - Diamant, Praha, Sklářští výtvarníci S.V.U. Mánes a IK, Galerie Slovenské výtvarné únie Umelka, Bratislava, zámek Holešov
- 2015 Projekt Srdceráj, Městské muzeum Litvínov, Litvínov
- 2015  Na nákupech, přírůstky galerie z let 2012 - 2014, Východočeská galerie v Pardubicích
- 2015 VII. L´Arte E il Torchio / Art and the printing press, Engraving in Europe, Cremona
- 2015 DI CARTA / PAPERMADE, International Biennial papermade Art Work Exhibition, Schio
- 2016 Linoryt I., Galerie Klatovy / Klenová, Nová tvorba, Galerie Hollar, Praha
- 2017  Stoleté putování Šumavou, Galerie Klatovy, Klenová, Mezi uměním a řemeslem, NTM Praha, Umělci Hollaru, Galerie University Pardubice, Pardubice, Stroje a technika v grafice, Galerie Hollar, Praha
- 2017 100 let Hollaru, současná tvorba, Kostel sv. Václava, Opava, Hollar dnes, Obecní dům, Praha
- 2017 Krajinou Šumavy, České centrum Mnichov, Festival komorní grafiky, Galerie Hollar, Praha, Grafika roku, Clam – Gallasův palác, Praha
- 1996/2001 Salón UVU pardubického regionu, Východočeská galerie v Pardubicích

#### Autorské katalogy
- Božena Vachudová: Ivo Křen: Vstupovat do krajiny, 2014, GU Karlovy Vary, graf. úprava P. Vlček, kat. 60 s., 200 výt., nákladem autora, ISBN 978-80-260-6975-1
- Markéta Kroupová, Božena Vachudová: Ivo Křen : Carpe diem (linoryty), OGL, GUKV, graf. úprava P. Vlček, kat. 69 s, 250 výt. nákladem autora, Pardubice 2011, ISBN 978-80-260-0250-5
- Jana Orlíková: Jaromír Rybák, Ivo Křen, Galerie Pokorná, Praha 2008
- Josef Kessler: Ivo Křen: Grafika, SČUG Hollar, Praha 2004
- Vít Bouček: Ivo Křen: Zahrady, Východočeská galerie v Pardubicích 1999
- Vít Bouček: Ivo Křen: Grafika, Východočeská galerie v Pardubicích 1994, ISBN 80-85112-14-0

#### Kurátor
- Ivo Křen: České sklo : ateliérová sklářská tvorba : stálá expozice, 2006, 80 s., Východočeské muzeum v Pardubicích, ISBN 80-86046-91-5
- Ivo Křen: České sklo: sbírka ateliérové sklářské tvorby a designu Východočeského muzea v Pardubicích, 2016, 160 s., Východočeské muzeum v Pardubicích, ISBN 978-80-87151-42-6

#### Kolektivní katalogy a publikace
- Rubikon, Katalog zur Jubiläumsausstellung 30+10=40 Jahre Glasmuseum Frauenau, tx. tx., graf. úprava Křen I., kat. 68 s., Glasmuseum Frauenau
- Bohumil Eliáš Jr., Sklo, obrazy, 2013, tx., graf. úprava Křen. I., kat. 80 s., nákladem autora
- Konvergence - J.Žertová, Vl. Kopecký, 2013, tx., graf. úprava Křen I, kat. 28 s., VČG a VČM v Pardubicích, ISBN 978-80-85112-74-0
- Bohumil Eliáš jr, Sklo, malba, 2013, Křen I, aut. katalog, nákladem autora
- Tomáš Hlavička, sklo 1997–2009, 2010, Křen I, aut. katalog, nákladem autora
- Bohumil Eliáš, 2009, Křen I, monogr. 280 s., Galerie Aspekt, Brno
- Skupina Rubikon, 2008, Křen I, kat. k výstavě v KGVU ve Zlíně, vyd. skupina Rubikon
- Rubikon group 2003: Eliáš, Matouš, Exnar, Rybák, Křen, 2003, tx., graf. úprava Křen I, kat. 85 s., angl., fr., něm., Rubikon, Praha, ISBN 80-239-0458-2
- Jaromír Rybák – Stvoření z bestiáře, 2001, Křen I, kat. 40 s., č., angl., VČM Pardubice, nákladem autora, ISBN 80-86046-51-6
- Rubikon: Eliáš, Exnar, Rybák, Matouš, 1998, Křen I, kat. 40 s., VČG Pardubice, ISBN 80-85112-21-3